# 三谷徹
三谷 徹（みたに とおる、1960年 - ）は、日本のランドスケープアーキテクト、環境デザイナー。東京大学教授。博士（工学）。

## 人物
静岡県沼津市出身。1983年、東京大学工学部建築学科（香山壽夫研究室）を卒業。1985年、東京大学大学院工学系研究科（建築学専攻）修士課程修了後、渡米しハーバード大学デザイン大学院ランドスケープ学科修士課程に進学。ランドスケープ・アーキテクチュアを専攻して1987年、その課程を修了しMLA (Master of landscape Architecture) を取得した。
ハーバード大大学院修了後はピーター・ウォーカー＆マーサ・シュワルツデザイン事務所を経てササキエンバイロメントデザインオフィスに勤務。その傍ら東京大学大学院工学系研究科建築学専攻博士課程に進学し1992年、同課程を修了。その後滋賀県立大学環境科学部助教授を経て、2003年から千葉大学園芸学部助教授。その後、千葉大学大学院園芸学研究科准教授、同教授を経て、2021年から東京大学大学院工学系研究科教授。
大学教員としての勤務の傍ら、オンサイト計画設計事務所とともにランドスケープの設計活動をする。

## 受賞歴
- 1998年 - 日本造園学会学会賞
- 2003年 - グッドデザイン賞金賞
- 2008年 - 日本建築学会作品選奨（東洋ロキグローバル本社ビル）

## 主な作品
- 府中市美術館前庭
- YKK AP R&Dセンター(建築設計：槇文彦, 1993年,東京都墨田区)
- 風の丘葬斎場（建築設計：槇文彦, 1997年,大分県中津市）
- テレビ朝日社屋(建築設計：槇文彦）屋上庭園
- 品川インターシティ#品川セントラルガーデン・品川グランドコモンズ#品川セントラルガーデン（2003年）
- Honda和光ビル・ランドスケープ（2005年）
- 島根県立古代出雲歴史博物館（建築設計：槇文彦, 2007年、島根県出雲市）
- VILLA FUJII庭園
- 福井県立図書館のランドスケープデザイン
- ニコラス・G・ハイエックセンター（2007年）のランドスケープデザイン「緑段」（壁面緑化で都市の中の垂直な緑の壁の設計を担当）
- YKKセンターパーク「200年の森｣・YKK黒部「100年の森」（YKK黒部事業所 建築設計：大野秀敏＋ 吉田明弘/APLdw）
- 奥多摩森林セラピー・奥多摩町森林セラピーロード香りの道「登計トレイル」（2005年～2010年に計画設計施工を実施、森林セラピー専用の約2kmの歩行者道）
- 西梅田エントランスプラザ
- スウォッチ・グループ日本銀座本社ビル
- 柏の葉「キャンパスシティ｣147街区（建築設計：團紀彦、光井純、2003年～）および共用施設群「コモン」（建築設計：竹山聖）
- 首都圏新都市鉄道つくばエクスプレス柏の葉キャンパス駅駅前のデザイン

## 著書等

### 単著
- 『風景を読む旅―20世紀アメリカのランドスケープ』丸善《建築巡礼シリーズ》、1990年

### 共著
- 『内藤廣対談集―複眼思考の建築論』INAXo、2007年
- 『テキスト ランドスケープデザインの歴史』学芸出版社、2010年
- 『ランドスケープの近代―建築・庭園・都市をつなぐデザイン思考』鹿島出版会、2010年
- 『場のデザイン』彰国社、2011年（槇文彦と共著）

### 訳書
- ジョン バーズレイ『アースワークの地平―環境芸術から都市空間まで』鹿島出版会
- マーク・トライブ『モダンランドスケープアーキテクチュア』鹿島出版会